# Delta (album)
Delta je drugi studijski album trboveljskega kantavtorja Andreja Gučka, ki je izšel decembra 2016 pri založbi Klopotec. Album vsebuje 10 novih avtorskih skladb. Pri snemanju albuma so sodelovali Lado Jakša na saksofonih in klavirju, Simon Jurečič na bas kitari, Iztok Repovž na bobnih in Andraž Mazi na pedal steel kitari.
Naslovna skladba, za katero je Guček posnel tudi videospot, je bila 6. januarja 2017 izbrana za popevko tedna na Valu 202, 25. marca 2017 pa je bil album s strani časopisa Delo izbran za album tedna.

## Ozadje
V času, ko je umrl kantavtor Tomaž Pengov, je Guček preposlušal njegovih pet albumov: »kot bi se njegov duh naselil vame, v tistem obdobju so se, v kratkem tritedenskem obdobju, potem enostavno te pesmi za ploščo Delta izlile na papir, potem pa je bilo potrebno samo še nekaj obrtniške spretnosti, da sem kakšno besedo obrnil drugače oz. kakšno sintagmo obrnil drugače in mogoče kakšno harmonsko podlago priredil in 'plata' je bila pravzaprav narejena«, je o nastajanju albuma dejal Guček. Guček je o konceptu albuma dejal, da je osnovna smernica albuma, asociacija, ki jo sproži beseda "delta". To pa je lahko asociacija na rečno delto, na neko delitev, na neko temeljno razliko, ki jo ljudje v današnjem času s težavo predelujemo.

## Sprejem
Novinar časopisa Delo, Zdenko Matoz, je o albumu dejal: »Na albumu je deset novih avtorskih skladb, ki izhajajo iz njegovega industrijskega delavskega rudarskega okolja, ki pa je vendarle obdano z naravo in upanjem. In ravno v tej dvojnosti med sivino industrializacije in zelenostjo narave živi poet, ki išče svoj smisel obstoja. Zanimiv izbor glasbenih sodelavcev je tudi nežno obarval njegov osnovi zvok, tako je Jakša dodal jazzy urban pridih, Mazi pa puščavsko countryjevsko razsežnost. Guček presega stopnjo običajnega kantavtorja oziroma singer-songwriterja, kot se temu reče na Zahodu, kajti ponudil nam je zelo poetičen album, ki mogoče sploh ni primeren za ta čas in kraj, vsekakor pa je zelo nujen.«

## Seznam skladb
Avtor vseh skladb je Andrej Guček.
| Št.             | Naslov          | Dolžina |
| --------------- | --------------- | ------- |
| 1.              | „Oseka neba‟    | 5:10    |
| 2.              | „Armagedon‟     | 5:43    |
| 3.              | „Biser‟         | 4:17    |
| 4.              | „Večna reka‟    | 5:09    |
| 5.              | „Delta‟         | 4:04    |
| 6.              | „Feniks‟        | 3:20    |
| 7.              | „Idol‟          | 4:36    |
| 8.              | „Hipokriti‟     | 4:05    |
| 9.              | „Jesen‟         | 4:46    |
| 10.             | „Žarek‟         | 4:00    |
| Skupna dolžina: | Skupna dolžina: | 45:10   |

## Osebje

### Glasbeniki
- Andrej Guček – vokal, akustična kitara, električna kitara, klavir, Rhodes, orglice
- Simon Jurečič – bas
- Iztok Repovž – bobni, tolkala
- Lado Jakša – klavir, Rhodes, saksofoni
- Andraž Mazi – pedal steel kitara

### Produkcija
- Producent: Andrej Guček
- Miks: Igor Podpečan, Andrej Guček
- Mastering: Gregor Zemljič
- Tonski tehniki in snemalci: Janez Križaj, Klemen Bračko, Jure Mihevc, Igor Podpečan
- Oblikovanje in priprava na tisk: idejološka orientacija
- Akvareli: Andrej Guček
- Fotografija: Sabina Brečko Guček